# 掸联足球俱乐部
掸联足球俱乐部 (發音：[ʃán])， 原名甘博扎足球俱乐部，成立于2003年，是一家位于东枝的职业足球俱乐部，2015年改为现名，目前代表掸邦征战于缅甸国家足球联赛，在其名为甘博扎足球俱乐部期间，主场位于仰光。